# Wang Chin (huyện)
Wang Chin (tiếng Thái: วังชิ้น) là một huyện (amphoe) ở phía nam thuộc tỉnh Phrae, phía bắc Thái Lan.

## Lịch sử
Ban đầu khu vực thuộc huyện này là một phần của huyện Mueang Lampang. Năm 1930 đơn vị này đã được chuyển sang huyện Long, tỉnh Phrae. Ngày 1 tháng 3 năm 1939 tiểu huyện (King Amphoe) Wang Chin được thành lập làm một đơn vị hành chính thuộc Huyện Long, và đơn vị này đã được nâng cấp thành huyện năm 1958.

## Địa lý
Các huyện giáp ranh (từ phía bắc theo chiều kim đồng hồ): Long và Den Chai thuộc tỉnh Phrae, Si Satchanalai thuộc tỉnh Sukhothai, Thoen, Sop Prap và Mae Tha thuộc tỉnh Lampang.
Vườn quốc gia Wiang Kosai nằm ở Wang Chin.

## Hành chính
Huyện này được chia thành 7 phó huyện (tambon), các đơn vị này lại được chia ra thành 77 làng (muban). Wang Chin là một thị trấn (thesaban tambon) và nằm trên một số khu vực của tambon Wang Chin. Có 7 Tổ chức hành chính tambon.
| STT | Tên       | Tên tiếng Thái | Số làng | Dân số |  |
| --- | --------- | -------------- | ------- | ------ |  |
| 1.  | Wang Chin | วังชิ้น           | 11      | 9.166  |  |
| 2.  | Soi       | สรอย           | 11      | 6.565  |  |
| 3.  | Mae Pak   | แม่ป้าก          | 10      | 5.318  |  |
| 4.  | Na Phun   | นาพูน           | 11      | 7.713  |  |
| 5.  | Mae Phung | แม่พุง           | 16      | 8.625  |  |
| 6.  | Pa Sak    | ป่าสัก           | 10      | 5.654  |  |
| 7.  | Mae Koeng | แม่เกิ๋ง          | 8       | 4.679  |  |